# Barrett Firearms Company
La Compañía de Armas de Fuego Barrett, es una industria que se desempeña en el ámbito de suministros militares, siendo fundada en 1982 por Ronnie Barrett. El principal producto de la compañía es el rifle de francotirador Barrett M82.

## Historia
Barret puso a la venta el M82 en el año 1982 pero no logró ventas significativas sino hasta 1989. Estas grandes compras fueron realizadas por Suecia. Pronto, el poderoso rifle atrajo la atención del Ejército de los Estados Unidos y fue utilizado durante la Guerra del Golfo. Hoy en día la compañía tiene contratos con decenas de países, para suministrarles diversos rifles de francotirador.

## Barrett M98B
En octubre de 2008, la compañía presentó el nuevo Barrett M98B. Este es un rifle de cerrojo que utiliza el cartucho .338 Lapua Magnum y que entró al mercado en el 2009.